# ابوالقاسم خوشرو
ابوالقاسم خوشرو سیاستمدار ایرانی و معاون سابق امور هنری وزارت فرهنگ و ارشاد اسلامی است. او نماینده اسحاق جهانگیری در کمیسیون تبلیغات انتخابات ریاست جمهوری ۱۳۹۶ است. خوشرو در دولت خاتمی معاون ارتباطات دفتر رئیس‌جمهور بود.